# Andreas Arenius
Andreas Arenius, född 7 november 1647 i Målilla församling, Kalmar län, död 6 mars 1689 i Häradshammars församling, Östergötlands län, var en svensk präst.

## Biografi
Andreas Arenius föddes 1647 i Målilla församling. Han var son till urmakaren Nils Siggesson och Margareta Persdotter på Årena. Arenius blev höstterminen 1668 student vid Lunds universitet och prästvigdes 23 mars 1673 till huspredikant hos grevinnan Hedvig Douglas (född Mörner). Han blev 1676 komminister i Sankt Olofs församling, Norrköping och 1685 kyrkoherde i Häradshammars församling. Han avled 1689 i Häradshammars församling.

### Familj
Arenius gifte sig 13 augusti 1676 med Margareta Bodinus. Hon var dotter till kyrkoherden i Västerviks församling. De fick tillsammans barnen Margareta Arenius som var gift med komministern S. Metzenius i Östra Husby församling, komministern Olof Arenius i Sankt Johannes församling, löjtnanten Gabriel Arén (1687–1754) vid Östgöta kavalleriregemente och Hedvig Arenius (död 1728).